# Wukongopteridae
Los wukongoptéridos (Wukongopteridae) son una familia extinta de pterosaurios basales, hallados en el Reino Unido y en China. Esta contiene a ocho especies en cinco géneros, cuyos primeros descubrimientos fueron recolectados en la formación Tiaojishan y en los Lechos Daohugou, los cuales datan de mediados del período Jurásico.
Los Wukongopteridae fueron nombrados originalmente por Wang et alii en 2009, aunque sin darle una definición exacta. El clado Wukongopteridae fue definido por Wang et al. en 2010 como "el más reciente ancestro común de Wukongopterus lii y Kunpengopterus sinensis, y todos sus descendientes". De acuerdo a Wang et.al. Wukongopterus lii, Darwinopterus modularis, Darwinopterus linglongtaensis, Kunpengopterus sinensis y Changchengopterus pani son wukongoptéridos.

## Descripción

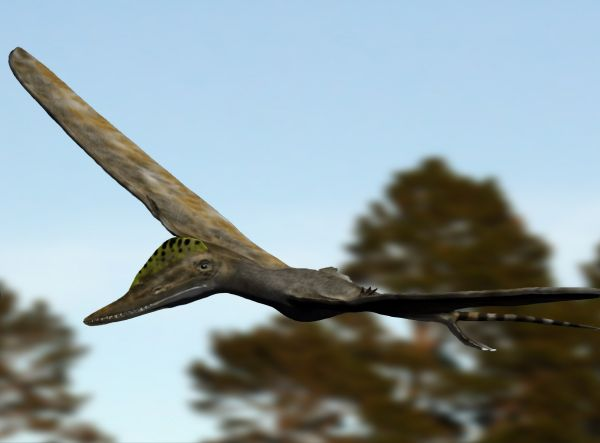
Reconstrucción de Wukongopterus lii

Los wukongoptéridos se caracterizan por una combinación única de características "primitivas" y avanzadas pterosaurianas. Aunque tenían largas colas y otros rasgos propios de los "ranforrincoides", ellos también poseían características distintivas de los pterodactiloides, como largas vértebras en el cuello y una sola abertura en el cráneo enfrente de los ojos, la fenestra nasoanteorbital (en muchos "ranforrincoides", la fenestra anteorbital y la abertura nasal están separadas). Esta característica llevó a que Darwinopterus modularis fuera situado por Lü et.al. en un nuevo clado de pterosaurios, los Monofenestrata, que significa "con una abertura única", formando este grupo con los verdaderos Pterodactyloidea, y excluyendo a los Rhamphorhynchidae y otros pterosaurios más primitivos que tenían separadas las aberturas nasal y anteorbital. Sin embargo, de acuerdo a Wang et.al. es igualmente posible que los Wukongopteridae formen un grupo más basal, situado entre los Rhamphorhynchidae.